# Wanda Hankeová
Wanda Hankeová, nepřechýleně Wanda Hanke, celým jménem Wanda Theresia Leokadia Hanke (9. prosince 1893 Opava –  31. srpna 1958 v Benjamin Constant, Amazonas, Brazílie) byla lékařka a etnoložka.

## Život
Wanda Hankeová složila maturitu na gymnáziu v Donaueschingenu, v roce 1913. Krátce studovala na Freiburské univerzitě v Německu (zimní semestr 1913/14 a letní semestr 1914) a na univerzitě v Bonnu (zimní semestr 1914/15), ale hlavně (od letního semestru 1915) na mnichovské univerzitě a na univerzitě v Heidelbergu, v době, kdy byla ženská studia vzácnější než dnes. Všestrannost jejího vědeckého zápalu byla tak velká, že získala tři doktoráty:
- Dr. phil. obor psychologie v roce 1918 u Ericha Bechera v Mnichově
- Dr. med.v roce 1920 tamtéž.
- Dr. jur. v roce 1926 v Marburgu

Wanda Hankeová následně vykonávala lékařskou praxi ve Vídni. Její zájem byl však ve světě původních obyvatel Jižní Ameriky. Chtěla se stát prostředníkem mezi národy. V roce 1934 mohla s úsporami ze své praxe odcestovat do Jižní Ameriky a začala svůj výzkum v oblasti Chaco v Paraguayi, který později rozšířila na bolivijské Chaco a západní Brazílii, vždy v úzkém společenství s domorodými skupinami. Pro Hankeovou, jejímž prvním oborem byla psychologie, se hlavním zájmem staly jazyky a náboženství národů.
Wanda Hankeová se poprvé vrátil do Evropy v říjnu 1936. Ale již v červenci 1937 znovu odcestovala do Jižní Ameriky a až na podzim 1955 se vrátila do Německa a Rakouska s úmyslem přechodného pobytu. Hanke cestoval do Jižní Ameriky znovu na konci roku 1956. V lednu 1957 napsala z Ria de Janeira o terénním průzkumu mezi indiánským etnikem Tikunů.
Její zdraví trpělo útrapami života v džungli a buši a malárií, kvůli artritidě ji museli na dlouhé vzdálenosti nosit na nosítkách. Hraniční oblast na trojhraničním bodě mezi Brazílií, Peru a Kolumbií byla její poslední pracovní oblastí. Jejich poslední exkurze byla do Leticie v Kolumbii. Bez jakékoli podpory vědeckých institucí nakonec žila z kořenů manioku, které si sama vypěstovala; Její poslední dopisy, ve kterých naléhavě žádala o pomoc, přišly příliš pozdě na to, aby měla jakákoli následná akce nějaký účinek. 31. srpna 1958 zemřela v Benjamin Constant v brazilském státě Amazonas po rostoucím poklesu síly. Tam byla také pohřbena.

## Dílo (výběr)
- Die psychologische und charakterologische Bedeutung des Traumes. Noske, Dorna 1918 (disertační práce, Universität München, 1918).
- Rechtsgüter bei Sittlichkeitsverbrechen. 1926 (Ddsertační práce, Universität Marburg, 1926)
- Rechtsfähigkeit, Persönlichkeit, Handlungsfähigkeit : eine analytisch-dogmatische Studie. Heymann, Berlin 1928.
- Völkerkundliche Forschungen in Südamerika. Verlöschende Urzeit im Innern Brasiliens, Limbach, Braunschweig 1964.
- HANKE, Wanda. Dos años entre los cainguá. Buenos Aires: CAEA, Centro Argentino de Etnología Americana 101 s. (Colección Mankacén). ISBN 978-950-9252-14-1.